# Imre Zoltán (kultúrantropológus)
Imre Zoltán (Nagyvárad, 1976. augusztus 18. –) erdélyi magyar kultúrantropológus, muzeológus, szobrász, fényképész, Tibet-kutató. 2014 és 2018 között a nagyváradi Ady Endre Emlékmúzeum igazgatója, 2018-tól 2021-ig a Nagyváradi Múzeum és Kulturális Központ projektmenedzsere (igazgatóhelyettesi munkakörben).

## Élete
Fiatal korától kezdve érdeklődött a képzőművészetek iránt, és 2001-ben szobrász diplomát szerzett a kolozsvári Ion Andreescu Képzőművészeti Akadémia nagyváradi fiókjában. Később Magyarországra költözött, és 2011-ig Budapesten működött grafikusként és középiskolai tanárként.

### Muzeológusként
Partiumba való visszaköltözése után a Bihar Megyei Tanácsnál kapott munkalehetőséget. Versenyvizsgával került 2014-ben az Ady Emlékmúzeum élére. Az akkoriban meglehetősen lepusztult múzeumot nagy munkával korszerű és látogatott intézménnyé fejlesztette. Számos közös kiállítást hozott létre a budapesti Petőfi Irodalmi Múzeummal. „Ady-szakértőként tartják számon Kárpát-medence-szerte”, ezt számos előadással is bizonyította. Többek között az ő nevéhez fűződik, egy Ady Endre özvegyétől, Boncza Bertától fennmaradt, bányászszobának minősített Tihanyi festmény valódi témájának, Ady szobájának megfejtése. Az Ady Múzeumban 2018-ig dolgozott intézményvezetőként, ahol 200-nál több emlékkel (könyvek, dokumentumok, egyéb tárgyak) gyarapította a múzeum gyűjteményét.
2018-tól a Nagyváradi Múzeum és Kulturális Központ projektmenedzseri tisztségét töltötte be. Ez a munkakör valójában főigazgató-helyettesi pozíciót jelentett, és Imre Zoltán keze alá került az Ady Múzeum mellett többek között a Szecessziós Múzeum, a nagyváradi vár, a helyi zsinagógaépületek, és a Szabadkőműves Múzeum is. 2020-ban művészeti osztályvezető munkakörbe kerül, valamint a város kortárs galériájának vezetője. Az első múzeumi vezető Nagyváradon, aki nemzetközi hírű képzőművészek kiállításait rendezte: Salvador Dali, Marc Chagall, Giorgio de Chirico.
2021-ben másodszor is elhagyta Erdélyt és Magyarországra jött. A Magyar Mezőgazdasági Múzeum Gyűjteményi Főosztálya vezetőjeként, majd kulturális menedzserként dolgozott. Itteni munkájaként 2022-ben kurátorként működött közre a Haáz Ferenc Rezső néprajztudós festményeiből készült kiállításon („Megörökített székelység”), amely a 20. század első felének erdélyi népi viseleteit, faluképeit mutatta be. A múzeumot számos tárggyal gyarapította (festmények, érmék, viseletek). 
Múzeumi munkája mellett továbbra is tartott Nagyvárad kulturális életével kapcsolatos előadásokat.

### Kultúrantropológusként

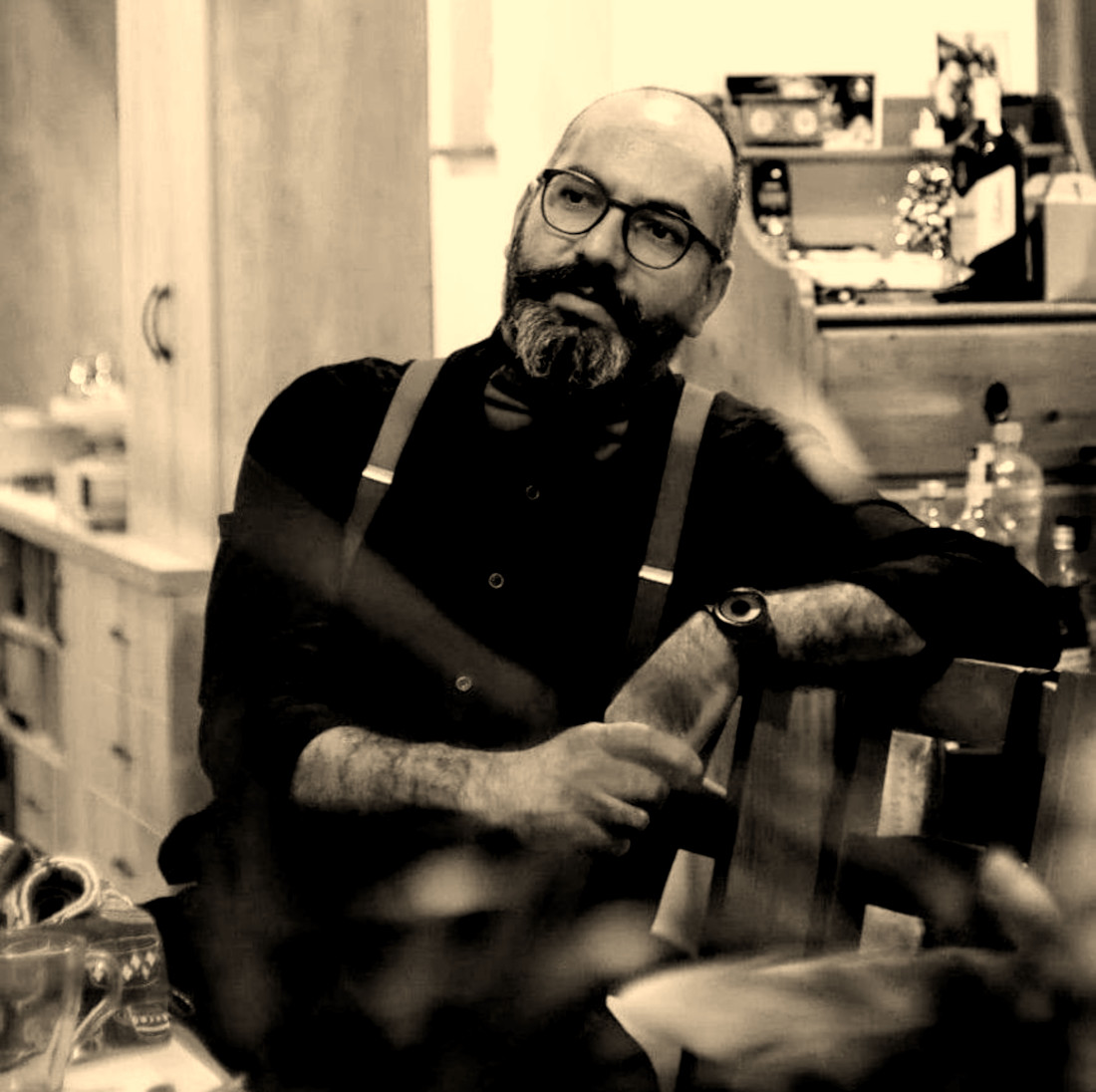
Imre Zoltán 2023-ban Nagyváradon

A 2000-es évek eleje óta foglalkozik Tibet buddhizmus előtti vallása, az úgynevezett „bön” történetével.
A témakörben való elmélyedése során vette fel a kapcsolatot, a Széchenyi-díjas Kelet-kutatóval, Hoppál Mihállyal. Hoppál javaslatára a Debreceni Egyetem Doktori Iskolájában később kulturális antropológia tanulmányokat végzett. Járt a Himalája vidékén (Nepál fővárosában, Katmanduban és a Mustang autonóm régióban, például Lubrában), de Erdélybe is hozott el buddhista szerzeteseket. Kapcsolatot ápol Yongzin Tenzin Namdak Rinpocséval, Khenpo Tenpa Yungdrung Rinpocséval és számos szerzetessel, bön  lámákkal (tanítókkal).
Tibeti, dokumentumértékű fényképeiből tárlatokat rendez, fényképészeti munkásságát „művészi” minősítéssel említik. Foglalkozik tibeti tárgyak gyűjtésével.

### Művészként
Ugyan elsősorban kultúrantropológusként működik, nem távolodott el teljesen a művészetektől sem. Több szobor alkotása fűződik nevéhez, ezekből számos kiállítása volt Európa-szerte, Belgiumban pedig hat méter magasságú köztéri kinetikus szobra is áll („Hommage a Brancusi”, azaz „Tisztelgés Brâncuși előtt”). Egyéni és csoportos kiállításokon fény installációkkal, luminokinetikus alkotásokkal vesz részt.
Szeret gitározni, és zongorázni, alkalmi szerzeményeit olykor meg is örökíti. Játszik ütős hangszereken, szájharmonikán, dorombon és fuvolán. Tagja a nagyváradi Colombo’s Wife zenei együttesnek. Feleségével közösen is fel szokott lépni a Szent László Napok kulturális fesztivál keretében. Alkalmanként a zenetörténet és más területek kapcsolatáról is tart előadásokat.

### Jelenlegi állás
Jelenleg (2025) az Állatorvostudományi Egyetem, Marek József Oktatói Központ és Kollégium (1148 Budapest, Mogyoródi út 59-63.) igazgatója.

## Művei
- A tokodi kora vaskori agyag pintadera, Budapest, 2016
- A tizenkét cselekedet Tönpa Senráb a bön vallás alapítójának rövid története, Budapest, 2016
- Az én testamentumom / Tanulmányok Ady Endréről, Budapest, 2020
- 5 részes sorozat: Az igazi Léda (az ismeretlen Léda)
- 5 részes sorozat: A spanyolnátha árnyékában

Szerkesztésében jelent meg A Magyar Mezőgazdasági Múzeum Közleményei 2020–2021 című tanulmánykötet. (főszerk. Estók János, társ.szerk. Albert Gábor, Magyar Mezőgazdasági Múzeum Kiadása, Budapest, 2022)

## Előadásai
- Zene füleimnek, avagy variációk egy témára – Vadászat a komolyzenében, zenetörténeti áttekintés a vadászat jegyében, illetve Múzsák árnyékában – A bajvívás és becsületsértési párbaj kultúrtörténete – Magyar Mezőgazdasági Múzeum, Budapest, 2021. szeptember 14.[20] (A Kutatók Éjszakája programsorozat keretében)
- Multikulturális gasztronómia Partiumban és Erdélyben – Magyar Mezőgazdasági Múzeum, Budapest, 2021. november 15.[21] (Magyar Tudományos Akadémia, Az agrárium útkeresése Közép-Európában a két világháború között konferencia keretében)
- Magyar fórum, a kávéház – A boldog békeidőkbeli agrárkereskedelem a nagyváradi iparosok kávéházaiban – Magyar Mezőgazdasági Múzeum, Budapest, 2022. szeptember 30.[22] (A Kutatók Éjszakája programsorozat keretében)
- Tükörben – Dénes Zsófia, Zsuka, Ady életének krónikása – Ady Endre Emlékmúzeum, Budapest, 2023. október 27.[23] (Múzeumok Őszi Fesztiválja programsorozat keretében)